# Música de Surinam

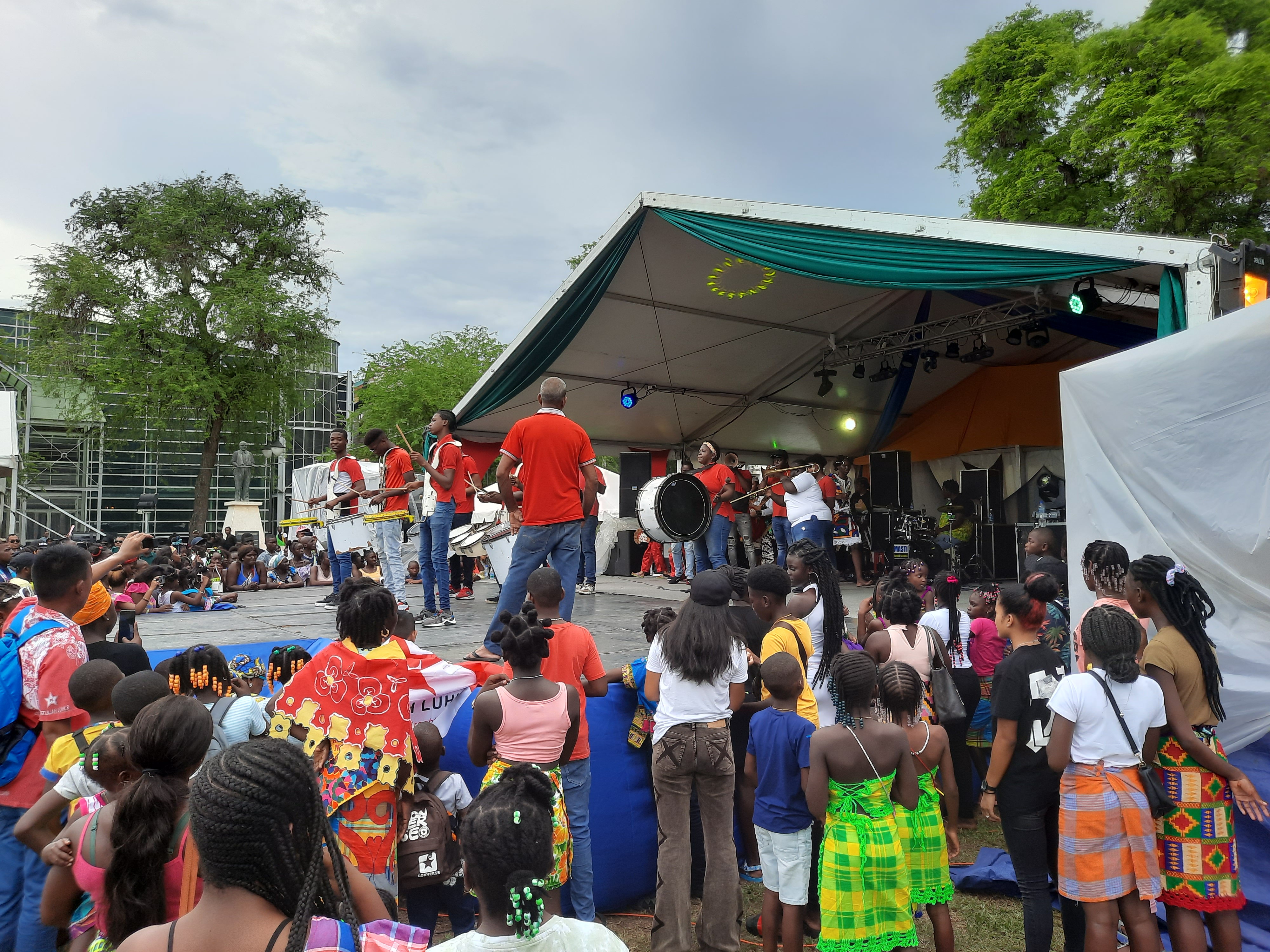
Música de Surinam.

La música de Surinam es conocida por el estilo kaseko, y por su tradición indo-caribeña.

## Kaseko
Kaseko probablemente se deriva de la expresión francesa "casser le corps" (descanso el cuerpo), que se usó durante la esclavitud para nombrar un baile muy veloz. Es una fusión de numerosos estilos populares y folklóricos procedentes de Europa, África y las Américas. Es rítmicamente complejo, con instrumentos de percusión como el skratji (un tambor muy grande) y tambores de la trampa, así como el saxofón, y en ocasiones, la trompeta. El canto puede ser como solista o en forma de coro. Las canciones son generalmente de llamada y respuesta, como en los estilos folk criollo de la zona, tales como el kawina.
El Kaseko se desarrolló en la década de 1930 durante las fiestas que utilizan bandas grandes, sobre todo bandas de música, y se llamó Bigi Poku (música del tambor grande). Después de la Segunda Guerra Mundial, el jazz, calipso y otras aportaciones musicales lo hicieron popular, mientras que el Rock and Roll de los Estados Unidos pronto dejó su influencia en forma de instrumentos electrificados.

## Música Hindú-Surinamesa
La Música de la India llegó con los inmigrantes del sur de Asia. Esta música folclórica tocada originalmente con instrumentos como el dhantal, la tabla, cítara, armonio y dholak, posteriormente incluiría tambores tassa. La música era en su mayoría canciones hindú llamadas bhajans, así como filmi. La forma de cantar es una aportación de la comunidad indígena en Surinam y Guayana.
Alioko también es una forma muy popular de la música religiosa que se desarrolló a través de las diferentes culturas y se abrió camino en Surinam. Utilizando los tambores y las melodías de guitarra los intérpretes tratan de comunicar con los espíritus y los dioses a través de esta música.
La música grabada de los indios en Surinam comenzó con el lanzamiento del "Rey de Surinam" de Ramdew Chaitoe, en 1958. Chaitoe se hizo muy popular, y su música, que era de naturaleza religiosa, dejó una perdurable influencia sobre los artistas en el futuro. Sin embargo, este tipo de música sufrió una rápida decadencia, hasta 1968, cuando Dropati lanzó "Vamos a cantar y bailar", un álbum de canciones religiosas que sigue siendo extremadamente popular.
Música clásica indostánica en Surinam
Con la ayuda del Gobierno de la India, el "Indiaase Cultureel Centrum" se estableció en la Embajada de India en Paramaribo. Muchos profesores promovieron la música indostánica clásica. Prof. Kinot, la Sra. Sujata, Ut. Maryland Sayeed Khan, el Sr. Ardhendu Shekhar, la señora Rita Bokil y unos cuantos más.